# نهائي بطولة الأندية الآسيوية 1969
نهائي بطولة الأندية الآسيوية 1969(دوري أبطال آسيا حالياً) هي مباراة كرة قدم لعبت بين نادي مكابي تل أبيب ونادي يانقزي وإنتهت المباراة بفوز هبوعيل تل أبيب بنتيجة 1–0. ليتوّج مكابي تل أبيب بطلاً لبطولة الأندية الآسيوية.

## تفاصيل المباراة
| مكابي تل أبيب     | 1–0 | يانقزي |
| ----------------- | --- | ------ |
| درور بار-نور 112' |     |        |

## وصلات خارجية
- بطولة الأندية الآسيوية 1969 على RSSSF.com